# Knighton (Walia)
Knighton (wal. Tref-y-Clawdd) – miasto we wschodniej Walii, w hrabstwie Powys (historycznie w Radnorshire), położone na południowym brzegu rzeki Teme, na granicy angielskiej. W 2011 roku liczyło 3007 mieszkańców.
Miejscowość położona jest na szlaku Wału Offy, wzniesionego w VIII wieku, biegnącego wzdłuż granicy angielsko-walijskiej.